# 小行星1943
小行星1943（1943 Anteros）是一颗围绕太阳公转的小行星。1973年3月13日，詹姆斯·B·吉布森（James B. Gibson）在圣胡安省发现了此天体。
該小行星以希臘神話的情慾之神安忒洛斯命名。
这颗小行星的绝对星等为338.3271132683157等。